# バジリアーノ
バジリアーノ（伊: Basiliano; フリウリ語: Basilian）は、イタリア共和国フリウリ＝ヴェネツィア・ジュリア州ウーディネ県にある、人口約5,200人の基礎自治体（コムーネ）。

## 地理

### 位置・広がり

#### 隣接コムーネ
隣接するコムーネは以下の通り。
- カンポフォルミド
- コドローイポ
- ファガーニャ
- レスティッツァ
- マルティニャッコ
- メレート・ディ・トンバ
- パジアーン・ディ・プラート
- ポッツオーロ・デル・フリウーリ

### 気候分類・地震分類
バジリアーノにおけるイタリアの気候分類 (it) および度日は、zona E, 2277 GGである。
また、イタリアの地震リスク階級 (it) では、zona 3 (sismicità bassa) に分類される。

## 行政

### 分離集落
バジリアーノには、以下の分離集落（フラツィオーネ）がある。(カッコ内はフリウリ語)
- Basagliapenta (Visepènte), Blessano (Blessàn), Orgnano (Orgnàn), Variano (Variàn), Villaorba (Vilevuàrbe), Vissandone (Vissandòn)